# Walter Lewin
Walter Lewin (* 29. ledna 1936) je americký fyzik, původem z Nizozemska, který přednášel do roku 2009 na Massachusettském technologickém institutu. Poté vedl až do roku 2013 online kurzy na edX.
8. prosince 2014 byl Lewin po vyšetřování ze strany MIT usvědčen z porušení univerzitních předpisů sexuálním obtěžováním studentky z online vzdělávacího programu MITx. V reakci na to MIT odebrala Lewinovi titul emeritní profesor a stáhla všechny jeho online kurzy.

## Kariéra a vzdělání
Titul Ph.D. v oboru jaderné fyziky získal na technologické univerzitě v Delftu v roce 1965 při výzkumu nízkoenergetické jaderné fyziky. O méně než rok později odcestoval do USA, aby mohl studovat na MIT, kde v roce 1974 získal titul profesor. Právě tady se začal věnovat mimo jiné i výzkumu rentgenové astronomie. Od té doby také na MIT přednáší a získal mnohá ocenění za svůj styl výuky. Publikoval několik stovek vědeckých článků a řadu odborných knih. Je znám svým novátorským přístupem k výuce fyziky a při svých přednáškách používá i názorné ukázky – od vlastního kyvadla (na kterém se v průběhu přednášky demonstrativně houpe), přes vytváření „modrého z nebe“ (demonstruje Rayleighův rozptyl pomocí cigaretového kouře a reflektoru), až k tvorbě duhy přímo v učebně.

## Zajímavosti
„Rozcuchaný muž před tabulí, oblečený v zářivé košili (duhových barev) opatřené bizarní broží na první pohled nepřipomíná vystudovaného fyzika. Jakmile ovšem začne přednášet, první dojem se zcela obrátí.“ I tato charakteristika plně vystihuje obraz Waltera Lewina. Ve své knize „Z lásky k fyzice“ popisuje i skutečnost, že si své pestré košile nechává šít na zakázku kvůli správné velikosti kapsy – přesně tak, aby se mu do ní vlezl diář. Jeho přednášky jsou natolik žádané, že jsou v hojném počtu dostupné i na internetu.

## Ocenění
- V roce 1978 získal cenu NASA za „mimořádný vědecký úspěch“.
- V roce 1984 přijal cenu Alexandera von Humboldta (Prize for Excellence – volně přeloženo „Ocenění za výjimečnost“).
- V roce 1988 získal Buechnerovu cenu za výuku.
- V roce 1997 obdržel skupinovou cenu NASA za objev druhu pulsaru.
- V roce 2012 byl zařazen (Princetonskou univerzitou) mezi „Nejlepších 300 profesorů v USA“, jako jediný profesor z MIT.

## Citace
- „Seznamuji lidi s jejich vlastním světem, se světem, ve kterém žijí a důvěrně ho znají, ale nedívají se na něj jako fyzici – tedy zatím.“
- „Měření, které provádíte bez znalosti míry jeho nejistoty, naprosto nemá smysl.“
- „No jo, když je někdo dítětem vědce, tak musí pro vědu aspoň něco málo vytrpět.“ (Pozn.: O své dceři, když pro W. Lewina musela „vyrábět“ duhu zahradnickou hadicí v zimě, při okolní teplotě pod nulou.)